# Historia digital
La historia digital es un enfoque para el análisis y la representación del pasado que aprovecha las nuevas tecnologías de la comunicación tales como ordenadores y la Web. Se basa en las características esenciales del ámbito digital, tales como bases de datos, hipertextualización, visualización y redes, para crear y compartir conocimiento histórico.
Aunque la historia digital puede tener un método no es claramente una metodología para la ciencia histórica, antes bien es un complemento de otras formas de historia, “de hecho, su fuerza y rigor metodológico surgen de esta forma ancestral de comprensión humana mientras usa los últimos avances tecnológicos.” Así, la Historia Digital tiene un método propio, pero no es un método historiográfico, sino que, antes bien, se nutre de la metodología de la historia para enlazarla a los servicios de la Web sin afectar los enfoques teóricos o metodológicos de la historia.

## Definición de la historia digital
La historia digital es un campo que cambia rápidamente. Nuevos métodos y formatos se están desarrollando actualmente. Esto significa que la "historia digital" es un término difícil de definir. Sin embargo, es posible identificar las características generales. La Historia digital representa una democratización de la historia en la que cualquier persona con acceso a Internet puede hacer oír su voz, incluidos los grupos marginados que fueron excluidos a menudo en el "grandes narrativas" de la nación y el imperio. A diferencia de los formatos de los medios de comunicación anteriores, los textos de historia digital tienden a ser no lineales e interactivos, fomentando la participación y compromiso del usuario. La Historia Digital se estudia desde varias perspectivas disciplinarias y en relación con una serie de actividades y temas relacionados entre sí. El campo incluye la discusión de: archivos, bibliotecas, imágenes y enciclopedias; museos y exposiciones virtuales; Lectura identidad digital y la biografía; juegos digitales y los mundos virtuales; las comunidades en línea y redes sociales; Web 2.0; Boggs y e-investigación y la infraestructura cibernética.

### Problemas y Desafíos
Los métodos digitales involucrados en la investigación histórica ofrecen nuevas maneras de registrar, comunicar y preservar documentos, artefactos y en general, conocimiento del pasado. Sin embargo, hay ciertos retos tales como:
- Desarrollar mecanismos eficientes para determinar la autoridad y la autenticidad del contenido digital.
- Pasar de sistemas relativamente estables de conservación de documentación a nuevos formatos y estándares en buena medida inestables.
- Asegurar una mejor accesibilidad a aquellas personas que carecen de acceso a la tecnología tanto por razones de edad como por desventajas socioeconómicas (Brecha digital).[12]

Muchos proyectos de historia en línea facilitan conversaciones a larga escala (uno a uno, uno a muchos y muchos a muchos), produciendo nuevas maneras de distribuir textos, aunque en este caso el término textos se refiere en general a los diferentes discursos presentados en forma de hipertexto. En este sentido, se hace necesaria una mayor investigación para comprender el significado de estos textos en los estudios históricos.
En los entornos digitales la narrativa sigue siendo la forma primordial de presentación de la historia, aun cuando existen experimentos que asumen el desafío de la no linealidad y de ampliar los límites convencionales de la narrativa. En este sentido, el historiador Edward Ayers en su ensayo The Pasts and Futures of Digital History (Los pasados y futuros de la Historia Digital) dijo: "La historia digital puede ser tanto un catalizador como una herramienta en la creación de un tipo de historia más literaria"

## Historia
Algunos historiadores comenzaron a usar computadoras para desarrollar nuevos métodos de investigación a mediados de la década del sesenta. El interés reciente en la historia social llevó a estos historiadores a formular y responder varios tipos de preguntas cuantitativas nuevas. Los historiadores buscaban las computadoras primordialmente porque estas les permitían realizar y manejar cálculos de los datos encontrados en los censos, registros electorales, directorios de las ciudades y otros registros de tipo numérico; gracias a lo cual estos historiadores sociales pudieron realizar nuevas generalizaciones relacionadas con las comunidades y las poblaciones. Ya en la década de los setenta, los jóvenes historiadores comenzaron a enfocarse en los estudios culturales, aunque los estudios cuantitativos siguieron en auge. Desde entonces, la historia cuantitativa y la cliometría han sido usadas por los historiadores, en especial aquellos enfocados en problemas relacionados con la historia, la economía y la política. En el año de 1986 se funda en Londres la [Association for History and Computing|The Association for History and Computing]], movimiento que generaría algunas de las bases más importantes para el surgimiento de la historia digital en los años Noventa.
Los orígenes de la historia digital estuvieron enmarcados en el Software antes que en las redes en línea. En el año de 1982 la Biblioteca del Congreso de Estados Unidos se embarcó en el Optical Disk Pilot Project, el cual buscaba trasladar texto e imágenes de sus colecciones a discos láser y CD-ROM. La biblioteca comenzó a ofrecer exhibiciones en línea en 1992, cuando lanzó el servicio de Fotografías Seleccionadas de la Guerra Civil (Selected Civil War Photographs). En el año de 1993, Roy Rosenzweig en asocio con Steve Brier y Josh Brown, produjeron el CD-ROM Who Built America? From the Centennial Exposition of 1876 to the Great War of 1914, diseñado para Apple, Inc, el cual integraba texto, material fílmico y sonoro, mostrado en una interfaz interactiva que soportaba un texto narrativo. Este proyecto, ganador de varios premios, podría considerarse como uno de los primeros productos de la historia digital más allá de la digitalización y la exhibición de colecciones con soporte original en papel.
Entre los primeros proyectos de historia digital en línea pueden considerarse el Proyecto Patrimonio (The Heritage Project) de la Universidad de Kansas y el Índice de Historia Universal y el Catálogo Central de Historia del historiador medievalista Dr. Lynn Nelson. Otro proyecto fue el The Valley of the Shadow, concebido en 1991 por el actual Presidente de la Universidad de Richmond Edward L. Ayers, quien estaba entonces asociado a la Universidad de Virginia. El Institute for Advanced Technology in the Humanities (IATH) de la Universidad de Virginia adoptó el Valley Project y lo patrocinó junto con IBM para coleccionar y transcribir fuentes históricas a archivos digitales. El proyecto coleccionó datos relacionados con el Condado de Augusta en Virginia y el Condado Franklin en Pensilvania durante la guerra civil estadounidense. En 1996, William G. Thomas III se unió con Ayers en el Valley Project; juntos produjeron un artículo en línea titulado "The Differences Slavery Made: A Close Analysis of Two American Communities," (Las diferencias que produce la esclavitud: un análisis pormenorizado de dos comunidades estadounidenses) que también fue publicado en la revista American Historical Review en el año 2003 . El Valley Project fue acompañado también por un CD-ROM, publicado por W. W. Norton and Company en el año 2000.
Rosenzweig, quien murió el 11 de octubre de 2007, fundó el Centro para la Historia y los Nuevos Medios (CHNM) de la Universidad George Mason en 1994. Hoy, dicho Centro cuenta con una variedad de herramientas digitales disponibles para los historiadores, entre las que destacan Zotero y Omeka. En 1997, Ayers y Thomas usaron el término "historia digital" cuando propusieron y crearon el Centro para la Historia Digital de Virginia (VCDH) en la Universidad de Virginia, el cual se constituyó como el primer centro dedicado en su exclusividad a la historia.  Otras instituciones que promueven la historia digital incluyen al Center for Humane, Arts, Letters, and Sciences Online (MATRIX) de la Universidad Estatal de Míchigan, el Instituto para la Tecnología en las Humanidades de Maryland, el Centro para la Investigación Digital en las Humanidades de la Universidad de Nebraska. En 2004, la Universidad de Emory lanzó Southern Spaces, una "publicación digital arbitrada y foro escolar" en la cual se examina la historia del Sur de Estados Unidos.

## Historia Digital e Historia Pública
Aunque la historia digital se tiende a considerar como un campo independiente, este se haya estrechamente relacionado con la Historia Pública. Según la Federación Internacional de Historia Pública, las herramientas digitales se han vuelto esenciales para los historiadores dedicados a la preservación, exhibición, discusión y debate histórico. Muchas de las actividades que se realizan en la historia pública se realizan a través de la web, por ejemplo los blogs y los foros de discusión virtuales han expandido las posibilidades de creación colectiva de narrativas históricas así como de comunicar el pasado a audiencias más amplias, logrando en teoría un mayor impacto que al realizar dichas actividades en ambientes cerrados como bibliotecas, archivos y museos. Sin embargo, las expectativas no siempre corresponden a las actividades, y existen dificultades en los criterios de medición de tráfico e interacción de los visitantes en los proyectos en línea.

## La historia digital por fuera de Estados Unidos
El movimiento de la "historia digital" está dirigido primordialmente desde Estados Unidos, aunque esto no implica que se limite
solamente a este país. Los esfuerzos relacionados con este campo son producto de esfuerzos individuales antes que iniciativas institucionales como el caso del CHNM.